# Doplněk stravy
Jako doplňky stravy se označují přípravky, které vypadají podobně jako léčivé přípravky (prodávají se v lékárnách i mimo ně), ale jsou zvláštní kategorií potravin. Jako účinné složky obsahují vitamíny, minerály a další látky, dříve označované jako tzv. potravní doplňky, řídce též nutraceutika. Doplňky stravy mají dodat organismu živiny, které potřebuje, ale nezískává je v dostatečné míře v běžné stravě, nebo jiné látky, které podle výrobců přípravku mají příznivý účinek na zdravotní stav. Často však také obsahují neprověřené či až škodlivé látky.
Producenti doplňků stravy tvoří významnou část průmyslu – ročně obrat prodeje doplňků stravy s antioxidačními účinky dosahuje 40 až 50 miliard dolarů. Novější výzkumy ukazují, že stárnutím organismu se sice snižuje schopnost využívat a produkovat obranné látky, což však neznamená zvyšovat jejich příjem z doplňků stravy, protože takto se jejich přirozená produkce ještě více oslabí. Užívání doplňků stravy je ve vyspělých zemích většinou plýtvání.

## Legislativa
- Vyhláška č. 58/2018 Sb. o doplňcích stravy a složení potravin (nahradila vyhlášku č. 225/2008 Sb. a následnou vyhlášku č. 352/2009 Sb.)[4]
- Zákon č. 110/1997 Sb., o potravinách a tabákových výrobcích
- Nařízení Evropského parlamentu a Rady (ES) č. 1924/2006 o výživových a zdravotních tvrzeních při označování potravin

### Definice dle zákona
Doplněk stravy je potravina, jejímž účelem je doplňovat běžnou stravu a která je koncentrovaným zdrojem vitaminů a minerálních látek nebo dalších látek s nutričním nebo fyziologickým účinkem, obsažených v potravině samostatně nebo v kombinaci, určená k přímé spotřebě v malých odměřených množstvích.

### Uvádění na trh v ČR
Výrobce doplňku stravy má notifikační povinnost, tj. před uvedením výrobku na trh musí podat oznámení na Ministerstvo zemědělství. V oznámení se uvede text označení výrobku povinnými informacemi.
Účinnost přípravku a zajištění kvality nejsou při schvalování doplňků stravy posuzovány. Nicméně výrobce nesmí deklarovat nepravdivá tvrzení o účinku přípravku (zákaz klamání spotřebitele). Deklarované účinky musí být schopen kdykoliv doložit. Doplňky stravy musí splňovat veškeré platné normy kladené na potraviny. Jejich dodržování kontroluje Státní zemědělská a potravinářská inspekce (SZPI).

### Hraniční přípravky
Doplňky stravy se v mnohém podobají léčivým přípravkům. A to nejen svou vnější formou, ale i obsahem mnohdy stejných látek. Rozdíl však zpravidla je (ne však vždy) v použitých dávkách a zamýšleném způsobu použití. U tzv. hraničních přípravků často najdeme složením prakticky podobné v kategorii doplňků stravy i léčivých přípravků (typicky např. u multivitaminů, glukosamin sulfátu, chondroitin sulfátu atd.). Způsob uvedení na trh je v takových případech obvykle dán rozhodnutím výrobce. Orgánem, který je kompetentní rozhodnout, zda se ve sporném případě jedná o léčivo, či nikoliv, je dle zákona č. 378/2007 Sb., o léčivech, Státní ústav pro kontrolu léčiv (SÚKL).

### Označování a propagace
Dle vyhlášky č. 58/2018 Sb. „Označování nesmí doplňkům stravy přisuzovat vlastnosti týkající se prevence, léčby nebo vyléčení lidských onemocnění nebo na tyto vlastnosti odkazovat“. 
Rovněž se nesmí uvádět ani naznačovat, že vyvážená a různorodá strava nemůže poskytnout dostatečné množství živin.

### Označení Bio kvality
Doplněk stravy, který je k nám přivezen ze zahraničí nebo je v České republice vyroben z BIO surovin musí mít platný český certifikát o BIO kvalitě. Certifikáty BIO kvality ze zahraničí mohou mít jiné parametry než ty v České republice a nemusí splňovat české normy.

## Druhy doplňků stravy
Jako doplňky stravy se užívají například:
1. vitamíny, např. C, B6, B12, K2, zeaxantin aj.;
2. minerály a stopové prvky, např. chrómium polynikotinát, zinek, selenometionin aj.;
3. extrakty z léčivých rostlin, např. guarana, ginkgo, rhodiola, ženšen, česnek aj.;
4. antioxidanty a anti aging formule, např. ECGC, ascorbyl palmitát, resveratrol a pterostilben, kyselina lipoová, karnosin, koenzym Q, PQQ, P5P, benfotiamin, fisetin, astaxantin aj.;
5. anabolické suplementy pro růst a udržení svalů, např. karnitin, BCAA, tribulus, lignans, Anti-Aromatase, lipoic acid aj.;
6. další látky jako aminokyseliny, glukosamin, chitosan, inulin, jablečný ocet, koenzym Q10, kreatin, kvasnice aj.

Jsou zdokumentovány případy, kdy doplňky stravy obsahovaly náhražky, například namísto vzácných bylin jen dostupnější složky.